# Le Chastang
Le Chastang település Franciaországban, Corrèze megyében. Lakosainak száma 348 fő (2022. január 1.). Le Chastang Aubazines, Beynat, Cornil, Palazinges és Sainte-Fortunade községekkel határos.

## Népesség
A település népességének változása:
| Lakosok száma | 251  | 288  | 300  | 327  | 372  | 375  | 365  | 356  | 351  | 348  |
|               | 1968 | 1982 | 1990 | 2006 | 2013 | 2015 | 2017 | 2019 | 2020 | 2022 |